# Johann Michael Heineccius
Johann Michael Heineccius, latinizzato dal tedesco Heinecke e italianizzato in Giovanni Michele Eineccio (Eisenberg, 14 dicembre 1674 – Halle, 11 settembre 1722), è stato un teologo tedesco.

## Biografia
Fu pastore alla Liebfrauenkirche (ora nota come Marktkirche) a Halle, dove il suo ruolo era di supervisionare la musica nella chiesa locale e scrivere testi delle cantate.
Ma è ricordato più dal fatto che fu il primo a fare uno studio sistematico dei sigilli, riguardo al quale lasciò un libro, De veteribus Germanorum aliarumque nationum sigillis (Lipsia, 1710, e ed., 1719).
Era fratello maggiore del giurista Johann Gottlieb Heineccius.